# Минаева, Мария Вячеславовна
Мари́я Вячесла́вовна Мина́ева (род. 19 апреля 2005) — российская спортивная гимнастка. Член сборной команды России. Серебряная призёрка чемпионата России — 2022 в личном многоборье.

## Биография

### 2021
На Чемпионате России 2021 в Пензе заняла пятое место в многоборье и четвёртое на брусьях. На Кубке России заняла шестое место в многоборье и в вольных упражнениях.
В сентябре было объявлено, что Минаева выступит на предстоящем Чемпионате мира вместе с Ангелиной Мельниковой, Владиславой Уразовой и Яной Вороной. Выступала только на брусьях. Она финишировала седьмой в квалификации, но не прошла в финал из-за того, что Мельникова и Уразова набрали больше баллов.

### 2022
В марте приняла участие в этапе Кубка мира в Дохе. Она прошла квалификацию на брусьях и в вольных упражнениях. В финале соревнований она завоевала серебро на брусьях, уступив соотечественнице Виктории Листуновой. Во время выступления в Дохе было объявлено, что с 7 марта российским и белорусским спортсменам будет запрещено участвовать в соревнованиях, санкционированных FIG, из-за российского вторжения на Украину. В финале соревнований в вольных упражнениях она выиграла золото.